# Thermae Romae II
Thermae Romae 2 (テルマエ・ロマエII?, Terumae Romae II) è un film del 2014 diretto da Hideki Takeuchi ed è il seguito di Thermae Romae.